# Fran Noguerol
Francisco Noguerol Freijedo (Cea, Orense, 9 de julio de 1976), conocido como Fran Noguerol, es un exfutbolista español. Jugó de defensa central en varios equipos, finalizando su carrera como futbolista profesional en el Albacete Balompié. Actualmente trabaja como responsable del área de Rendimiento del Albacete Balompié de la Segunda División de España.

## Trayectoria

### Como jugador
Formado en la cantera del Celta de Vigo inicialmente pasa unas temporadas cedido en modestos equipos gallegos de Segunda B; y en la temporada 1997/98 se va al Pontevedra CF y al año siguiente al Racing de Ferrol. Su buen hacer en Ferrol le dan una segunda oportunidad en Vigo, pero el Celta está en un momento cumbre, no en vano en febrero de 2001 es nombrado mejor club del mundo por la Federación Internacional de Historia y Estadística de Fútbol y los internacionales Goran Đorović, Eduardo Berizzo y Cáceres le cierran el paso, con lo que tiene que buscar opciones de jugar en la Segunda División.
Se marcha al Elche CF en la temporada 2001/02, luego a la UD Salamanca, de nuevo un bienio en el Elche CF y después al Albacete Balompié, siempre en Segunda División y siendo titular indiscutible y capitán de sus equipos. En la temporada 2008/09, al finalizar su contrato con el Albacete, decide firmar por el club en el que se formó, el Real Club Celta de Vigo, convirtiéndose en uno de los capitanes de la plantilla celeste, durante las dos temporadas que permaneció en el equipo.
Al finalizar la temporada 2009/10 el Celta anuncia que no se le renovará el contrato, y que a partir del 30 de junio de 2010 obtendría la carta de libertad.
El 20 de agosto de 2010, firma con el Girona FC con el que jugará la temporada 2010/11 en la Segunda División y tras lograr la permanencia con el conjunto catalán, en julio de 2011 firma por el Albacete Balompié, club en el que había jugado en las temporadas 2006/2007 y 2007/2008, jugando su último encuentro de Liga contra el Real Racing Club de Santander, y así colgando las botas, en 2015.

#### Selección Autonómica
Noguerol participó en 3 partidos de la Selección de fútbol de Galicia.

### Como entrenador
En junio de 2015, Noguerol colgaba las botas con la camiseta del Albacete tras haber jugado 196 partidos entre las temporadas 2006-2008 y 2011-2015 y comienza su carrera como entrenador dirigiendo al Atlético Albacete de la Tercera División de España durante una temporada.
En la temporada 2016-17, sería segundo entrenador de José Manuel Aira en el Albacete Balompié de la Segunda División B de España, con el que logra el ascenso a la Segunda División de España.
En la temporada 2017-18, sería segundo entrenador de José Manuel Aira y tras su destitución, continuaría como segundo entrenador de Enrique Martín Monreal.
En la temporada 2018-19, vuelve a dirigir al Atlético Albacete de la Tercera División de España, además de ser miembro de la dirección deportiva con Mauro Pérez.
En la temporada 2020-21, sería segundo entrenador de Lucas Alcaraz, Aritz López Garai y Alejandro Menéndez. El 4 de mayo de 2021, Noguerol se hizo cargo del banquillo del Albacete Balompié al que dirigió durante 5 partidos, pese a que ya estaba prácticamente descendido después del cese de tres técnicos.
El 2 de junio de 2021, se convierte en segundo entrenador de Rubén de la Barrera en el Albacete Balompié de la Primera División RFEF. El 11 de junio de 2022, el Albacete Balompié lograría el ascenso a la Segunda División de España, tras vencer en la final de la eliminatoria por el ascenso al Real Club Deportivo de La Coruña por un gol a dos en el estadio de Riazor. Días más tarde, se conocería su situación de no continuar en el cuerpo técnico del conjunto albaceteño tras la llegada de Rubén Albés.
El 16 de mayo de 2023, firma como segundo entrenador de Rubén de la Barrera en el Real Club Deportivo de la Coruña de la Primera Federación.
El 6 de junio de 2024, firma como responsable del área de Rendimiento del Albacete Balompié de la Segunda División de España.

## Clubes

### Como jugador
| Temporada | Club                      | División  | País   | Partidos Liga | Goles |
| --------- | ------------------------- | --------- | ------ | ------------- | ----- |
| 1995-1996 | Celta de Vigo B           | Tercera   | España | 38            | 1     |
| 1996-1997 | Celta de Vigo B           | Segunda B | España | 31            | 2     |
| 1997-1998 | Pontevedra CF(Cedido)     | Segunda B | España | 34            | 0     |
| 1998-1999 | Racing de Ferrol (Cedido) | Segunda B | España | 39            | 0     |
| 1999-2000 | Racing de Ferrol (Cedido) | Segunda B | España | 42            | 0     |
| 2000-2001 | Celta de Vigo             | Primera   | España | 4             | 0     |
| 2001-2002 | Elche CF(Cedido)          | Segunda   | España | 40            | 0     |
| 2002-2003 | UD Salamanca              | Segunda   | España | 34            | 1     |
| 2003-2004 | UD Salamanca              | Segunda   | España | 36            | 0     |
| 2004-2005 | Elche CF                  | Segunda   | España | 28            | 0     |
| 2005-2006 | Elche CF                  | Segunda   | España | 40            | 0     |
| 2006-2007 | Albacete Balompié         | Segunda   | España | 40            | 0     |
| 2007-2008 | Albacete Balompié         | Segunda   | España | 40            | 1     |
| 2008-2009 | Celta de Vigo             | Segunda   | España | 24            | 0     |
| 2009-2010 | Celta de Vigo             | Segunda   | España | 28            | 0     |
| 2010-2011 | Girona FC                 | Segunda   | España | 19            | 0     |
| 2011-2012 | Albacete Balompié         | Segunda B | España | 32            | 0     |
| 2012-2013 | Albacete Balompié         | Segunda B | España | 11            | 0     |
| 2013-2014 | Albacete Balompié         | Segunda B | España | 10            | 0     |
| 2014-2015 | Albacete Balompié         | Segunda   | España | 15            | 0     |

### Como entrenador
| Temporada       | Club                                                    | División           | País   |
| --------------- | ------------------------------------------------------- | ------------------ | ------ |
| 2015-2016       | Atlético Albacete                                       | Tercera            | España |
| 2016-2018       | Albacete Balompié (2.º entrenador)                      | Segunda B/Segunda  | España |
| 2018-2019       | Atlético Albacete                                       | Tercera            | España |
| 2020-2021       | Albacete Balompié (2.º entrenador)                      | Segunda            | España |
| 2021            | Albacete Balompié                                       | Segunda            | España |
| 2021-2022       | Albacete Balompié (2.º entrenador)                      | Primera Federación | España |
| 2023            | Deportivo de La Coruña (2.º entrenador)                 | Primera Federación | España |
| 2024-Actualidad | Albacete Balompié (responsable del área de Rendimiento) | Primera Federación | España |

## Palmarés

### Copas internacionales
| Título         | Club                | País                                  | Año  |
| -------------- | ------------------- | ------------------------------------- | ---- |
| Copa Intertoto | R. C. Celta de Vigo | Vigo (España) San Petersburgo (Rusia) | 2000 |